# Treklasens naturreservat
Treklasen är ett naturreservat i Ronneby kommun i Blekinge län.
Området fridlystes som naturminne 1961 men ändrades till naturreservat och utökades 2004. Treklasen omfattar nu 5 hektar. Det är beläget mellan Ronneby och Karlskrona och består mest av ett gammalt tallbestånd.

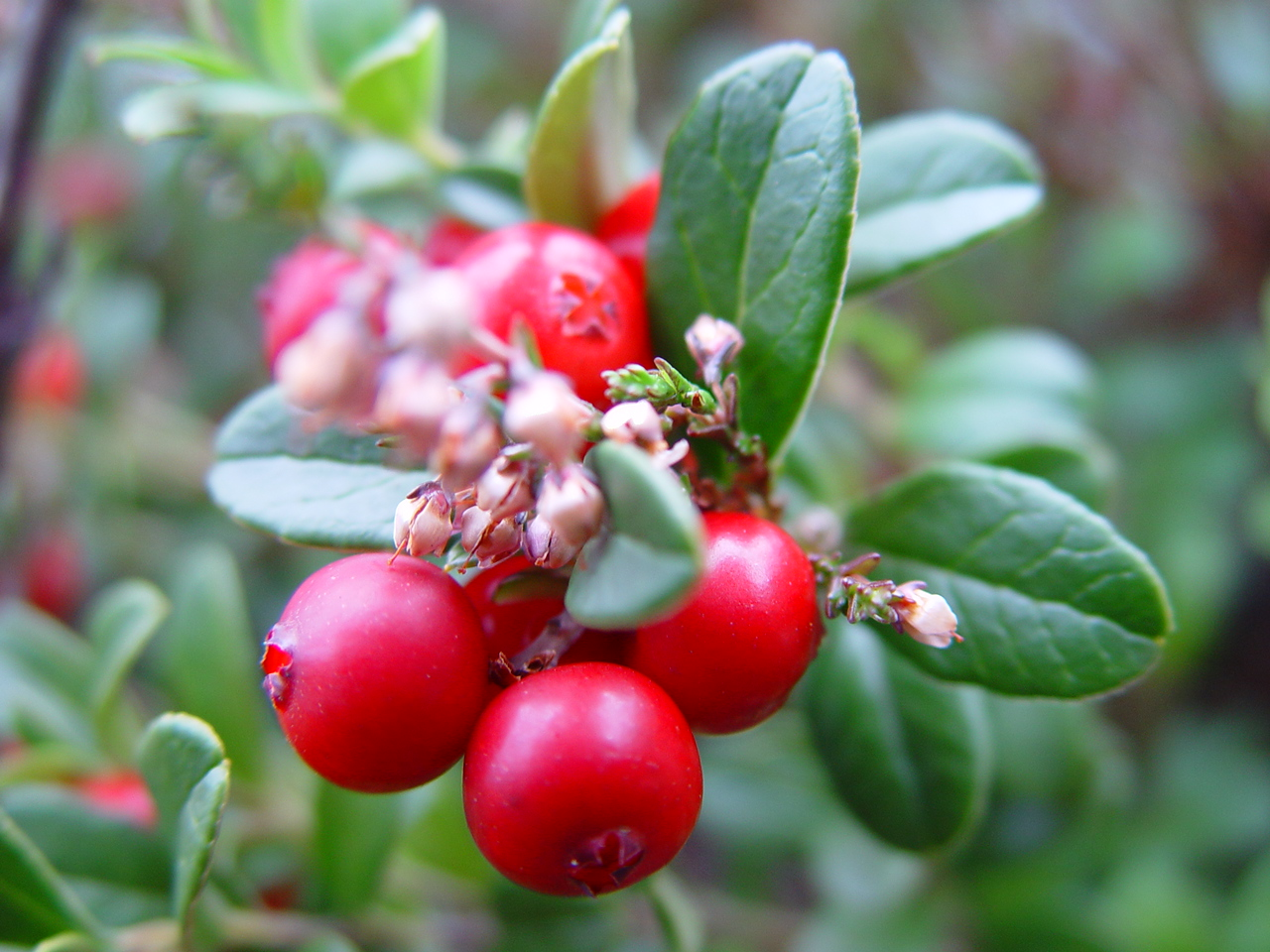
Lingonbär

Området består av ett urskogsliknande, drygt 200-årigt barrskogsbestånd med inslag av bok. Det är beläget på en svag höjdrygg. Fältskiktet domineras av lingonris, blåbärsris och kruståtel. Mossa bildar mattor. Död ved i olika nedbrytningsstadier förekommer rikligt. I närheten av reservatet finns ett flertal fornlämningar från mellersta järnåldern.
Naturreservatet ingår i EU:s ekologiska nätverk, Natura 2000.